# Aphalara nigrimaculosa
Aphalara nigrimaculosa är en insektsart som beskrevs av Gegechkori 1981. Aphalara nigrimaculosa ingår i släktet Aphalara och familjen rundbladloppor. Inga underarter finns listade i Catalogue of Life.